# Tommy Godwin
Thomas Charles "Tommy" Godwin, född 5 november 1920 i Connecticut, död 3 november 2012 i Solihull, var en brittisk tävlingscyklist.
Godwin blev olympisk bronsmedaljör i tempoloppet vid sommarspelen 1948 i London.